# Самолёт укороченного взлёта и посадки

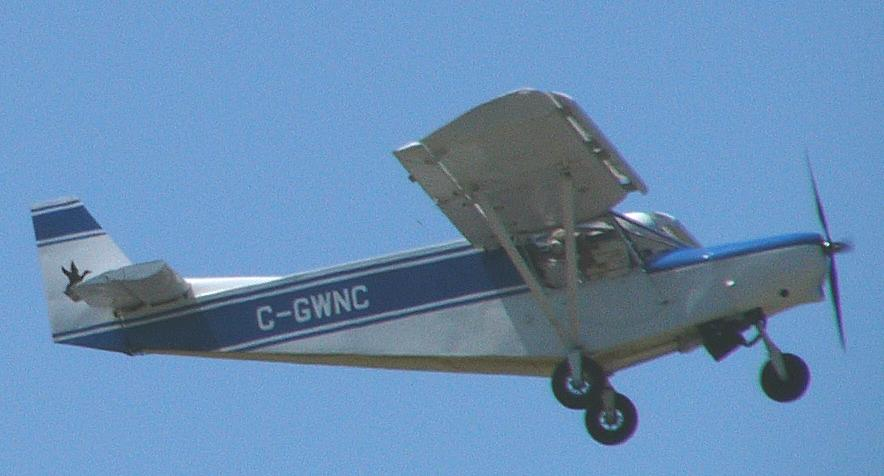
Zenith STOL CH 701

Самолёт укороченного взлёта и посадки (сокр. СУВП, аналогично англ. Short take-off and landing / STOL), также самолёт короткого взлёта и посадки (КВП) — самолёт с малой потребной длиной взлётно-посадочной полосы (ВПП), для удачного взлёта и посадки. 
Общепринятого международного определения (термина) не существует, однако все определения сводятся к регламентированию дистанций разбега и пробега и высоты препятствий у торцов ВПП.

## Компоновочные схемы
Большинство самолётов УВП спроектированы для работы на неподготовленных площадках, хотя некоторые, как, например, De Havilland Canada Dash 7, требуют взлётно-посадочной полосы. Также большинство из них имеют хвостовое колесо, хотя есть и исключения, например: СП-30,  Quest Kodiak, De Havilland Twin Otter или Peterson 260SE. Автожиры, вертолёты и воздушные шары также являются летательными аппаратами с УВП-возможностями, поскольку им не нужна ВВП или они имеют короткий разбег при взлёте, а приземляться они способны практически без пробега.
Потребная длина ВПП для определённого типа самолёта зависит от квадрата его скорости сваливания, следовательно, все наработки по СУВП направлены на снижение этой скорости. Большая тяговооружённость и низкое лобовое сопротивление позволяют быстро достичь отрыва при взлёте. При приземлении пробег уменьшается мощными тормозами, малой посадочной скоростью; меньше распространены реверс тяги и интерцепторы. В общем, принадлежность самолёта к классу УВП определяется наибольшей дистанцией из двух: разбега и пробега.
Не меньшее значение имеет способность самолёта избегать при взлёте и приземлении столкновений с препятствиями, например, деревьями. При взлёте этому способствует тяговооружённость и низкое лобовое сопротивление. При посадке лобовое сопротивление увеличивается применением закрылков, а также особой техники пилотирования — скольжения, когда самолёт, используя руль направления, летит слегка «лагом» (при этом курс не равен направлению полёта). Увеличившееся лобовое сопротивление позволяет выполнять крутое снижение без чрезмерного набора скорости, который привёл бы к удлинению пробега.
Обычно, самолёт УВП имеет относительно большую площадь крыла для своего веса. Крыло часто оборудовано аэродинамическими устройствами: щелевыми и выдвижными предкрылками, турбулизаторами. Как правило, разработка самолёта с отличными УВП-характеристиками ведёт к снижению предельной скорости полёта, но не к снижению коммерческой загрузки. Грузоподъёмность чрезвычайно важна для таких самолётов, ведь для многих небольших, оторванных поселений они служат единственной связью с внешним миром; север Канады или Аляски может служить тому примером.
Большинство самолётов УВП способны приземляться на неподготовленную поверхность. Привычным местом посадки являются снежные или ледовые площадки (на лыжах), луга, галечные берега рек (на особых широких авиашинах низкого давления), водная поверхность (на поплавках). Подобные участки обычно крайне коротки и загорожены холмами или высокими деревьями. Часто такие самолёты оборудуются совмещённым колёсно-лыжным либо колёсно-поплавковым шасси, что предоставляет бо́льшую свободу при выборе посадочной площадки.
Советский самолёт УВП Ан-2 имеет схему расчалочного биплана с хвостовым колесом.

## Короткий взлёт как увлечение

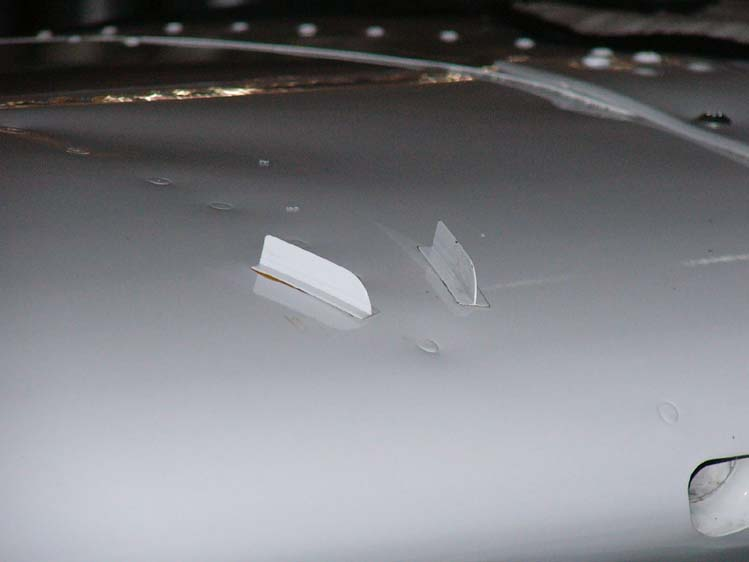
Турбулизаторы на крыле Cessna 182

Несколько североамериканских компаний выпускают специальные наборы для модификации, позволяющие повысить взлётно-посадочные характеристики самолёта. Малая авиация чрезвычайно распространена в США, поэтому установка таких комплектов — популярная услуга. Набор может включать: обтекатели передней кромки крыла; зависающие элероны; законцовки крыла; уплотнители щелей механизации; аэродинамические гребни; системы автоматической балансировки (триммирования) по тангажу; турбулизаторы.
Существует сообщество пилотов-любителей, воспринимающих быстрый взлёт как вид спорта. Проводятся соревнования, на которых специально подготовленные самолёты соперничают в способности к коротким взлёту и посадке. Впрочем, такие самолёты, как правило, совершенно непригодны для традиционного применения. На 2018 год мировым рекордом обладает самолёт конструктора и пилота Фрэнка Кнаппа Knapp Lil Cub, взлетевший после разбега в 3 м 35 см, что меньше длины самого самолёта. Самолёт построен на основе популярной модели Piper.

## Примеры СУВП

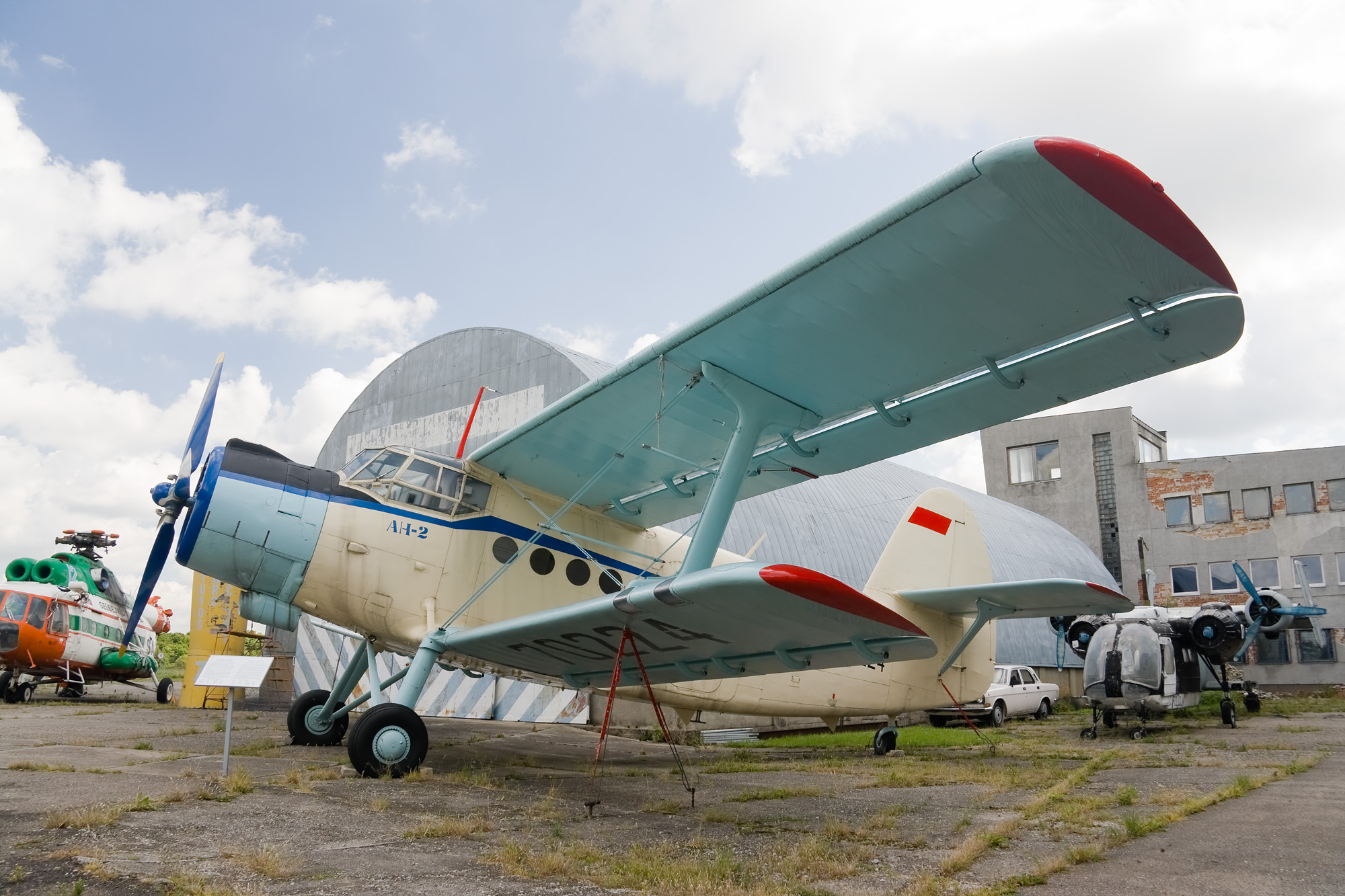
Ан-2
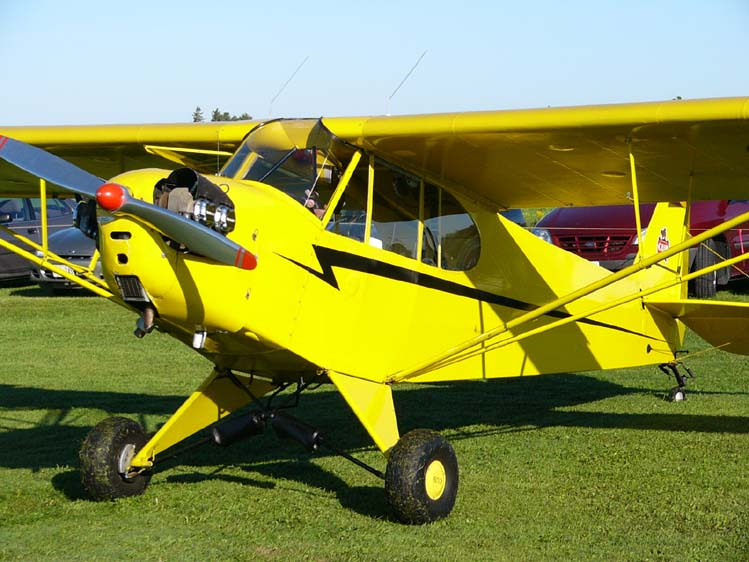
Piper J-3 Cub
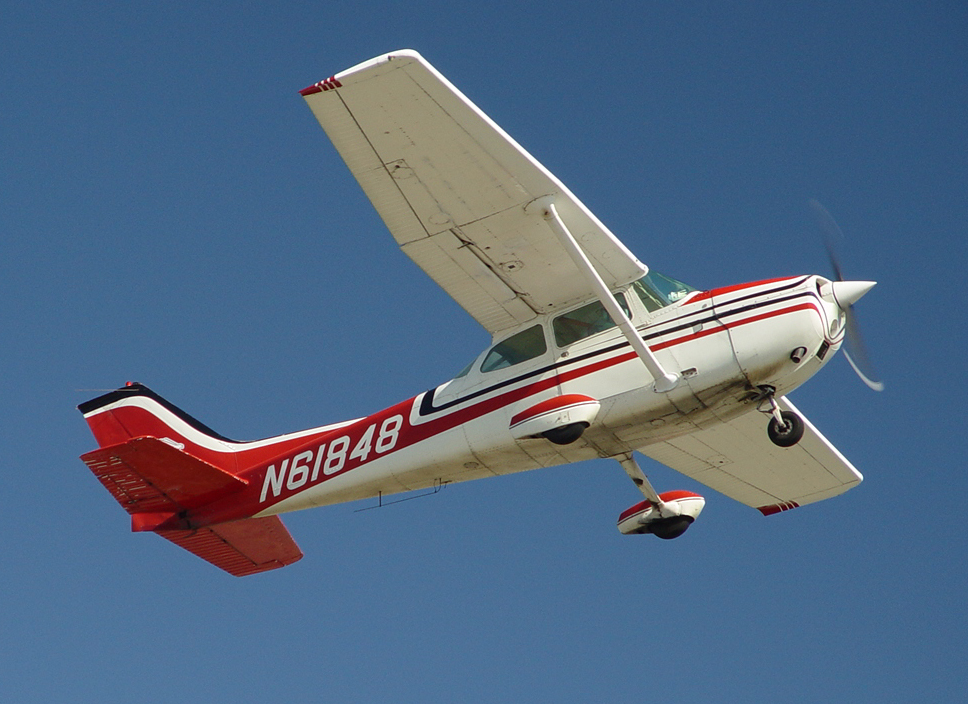
Cessna 172
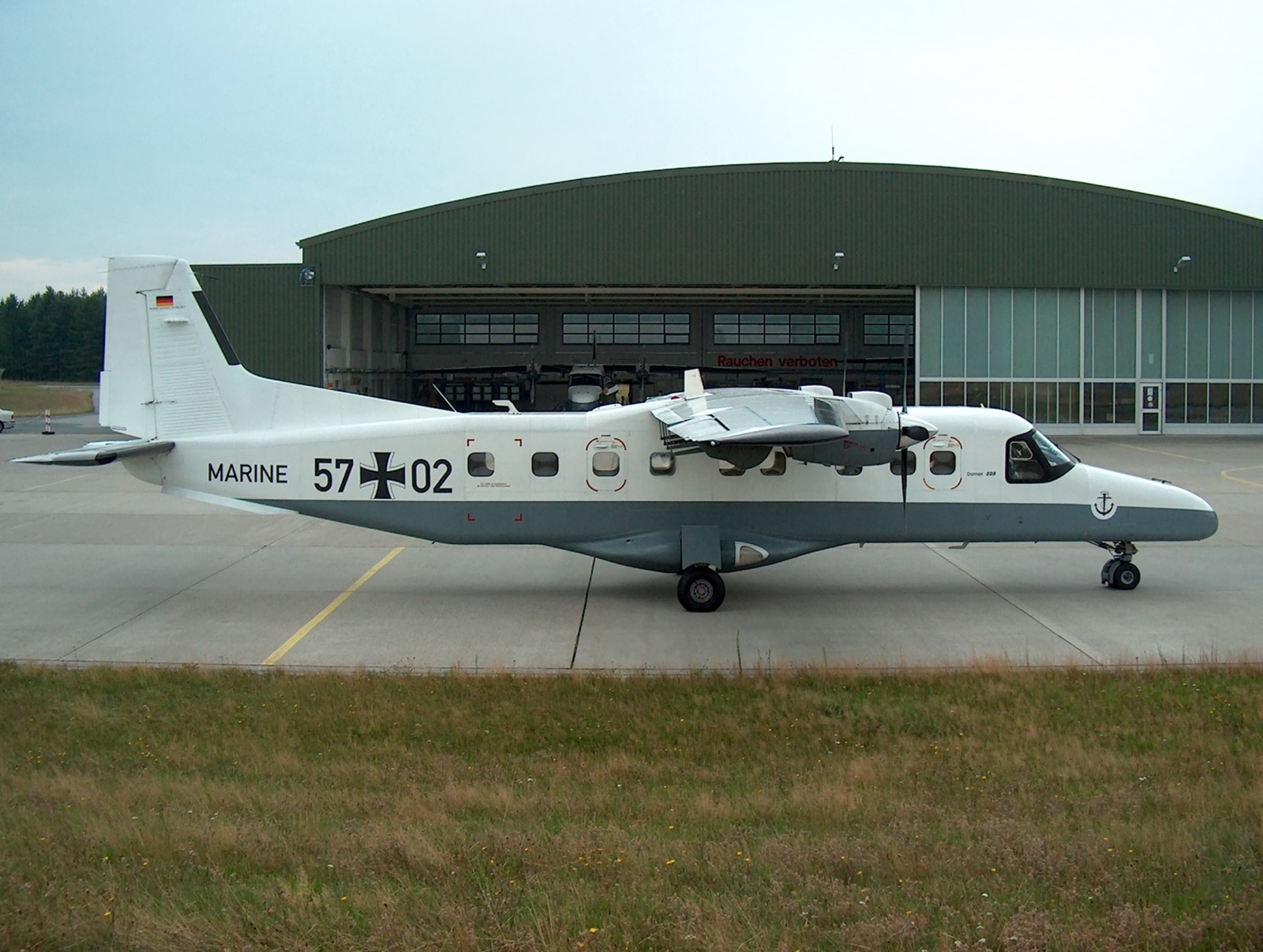
Dornier Do 228
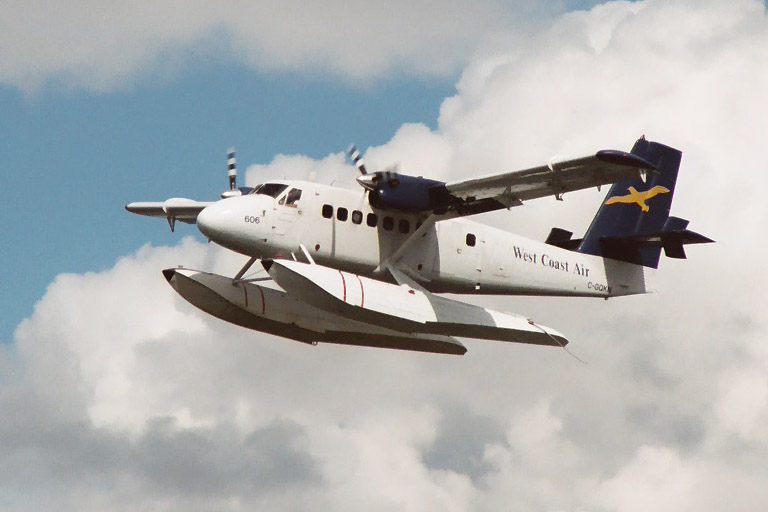
De Havilland DHC-6 Twin Otter